# Steve Nicol
Stephen "Steve" Nicol, född 11 december 1961, är en skotsk före detta professionell fotbollsspelare och sedan 2002 manager för New England Revolution i MLS. Nicol tillbringade största delen av sin spelarkarriär i Liverpool FC där han spelade totalt 466 matcher och gjorde 46 mål. Med klubben vann han bland annat ligan fyra gånger (1984, 1986, 1988 och 1990) FA-cupen tre gånger (1986, 1989 och 1992) och Europacupen en gång (1984). Mellan 1984 och 1992 spelade han 27 landskamper för det skotska landslaget och deltog bland annat i VM 1986.
Nicol inledde sin professionella spelarkarriär 1979 i Ayr United FC där han spelade tills Bob Paisley köpte honom till Liverpool för 300 000 pund i oktober 1981. Inledningsvis hade han svårt att peta Phil Neal som spelade på Nicols naturliga position som högerback så Nicol fick bland annat spela till höger på mittfältet. Nicol spelade sedan i Liverpool till januari 1995 då han blev spelande tränare i Notts County. Han spelade sedan även för Sheffield Wednesday, West Bromwich Albion och Doncaster Rovers innan han flyttade till USA och spelade några år i Major League Soccer. Han avslutade spelarkarriären 2001.
Förutom Notts County tränade Nicol även Boston Bulldogs innan han tog över huvudansvaret som tränare för New England Revolution 2002. Han blev utsedd till årets tränare i MLS samma år. Som tränare för New England har han bland annat vunnit US Open Cup (2007) och North American SuperLiga (2008). Dessutom har laget kommit tvåa i MLS Cup fyra gånger under Nicols ledning (2002, 2005, 2006 och 2007).
När Liverpools officiella hemsida med hjälp av klubbens supportrar 2006 sammanställde listan "100 Players Who Shook The Kop", en lista över de 100 spelare som gjort störst avtryck på supportrarna, hamnade Nicol på plats 39.